# Ernst Zöllner
Ernst Zöllner (* 6. Oktober 1902 in Halle an der Saale; † 27. Januar 1967 in Berlin) war ein deutscher KPD und FDGB-Funktionär.

## Leben
Zöllner, Sohn einer Arbeiterfamilie, besuchte die Volks- und Fortbildungsschule und absolvierte eine Lehre zum Modelltischler. Anschließend arbeitete er in diesem Beruf. 1918 trat er dem Deutschen Holzarbeiterverband, 1919 der Kommunistischen Jugend Deutschlands sowie der Kommunistischen Partei Deutschlands (KPD) bei. Von 1925 bis 1927 fungierte Zöllner als Zweiter Vorsitzender der KPD-Ortsgruppe Prenzlau. Von 1927 bis 1932 war er Mitarbeiter der Gewerkschaftsabteilung und auch Mitglied der KPD-Bezirksleitung Halle-Merseburg. 1930 war er Delegierter zum V. Weltkongress der Roten Gewerkschafts-Internationale in Moskau. Im Oktober 1932 floh er in die Sowjetunion. In Moskau studierte er bis 1936 an der Kommunistischen Universität der nationalen Minderheiten des Westens (KUNMS), anschließend arbeitete er in der Autofabrik „Stalin“, dann wieder als Modelltischler.

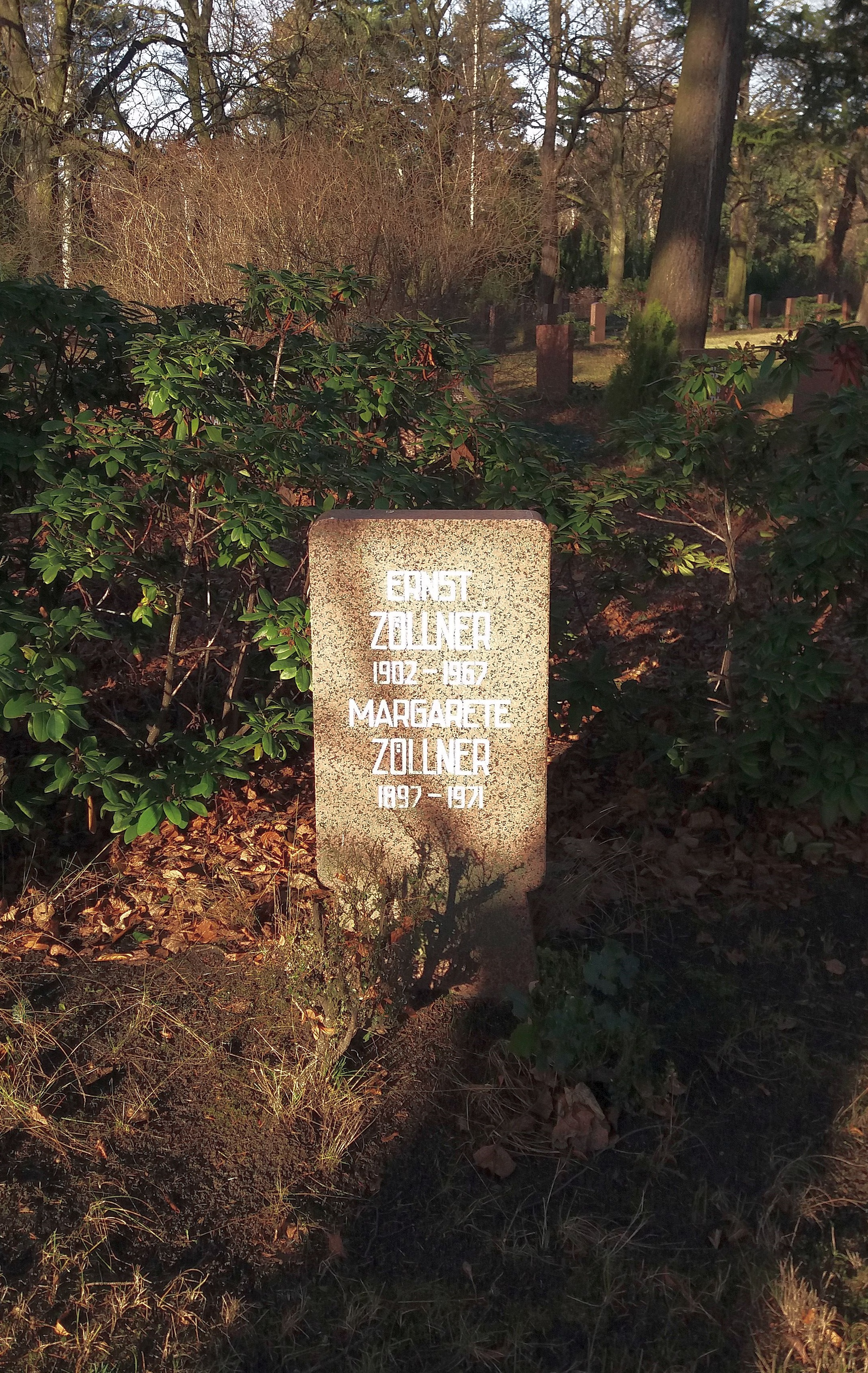
Grabstätte

Von Oktober 1936 bis Februar 1939 war er Angehöriger der Internationalen Brigaden in Spanien und dort Politkommissar der 11. und 13. Internationalen Brigade. Im Februar 1939 ging er nach Frankreich und verrichtete ab März 1939 illegale Arbeit in Belgien. Er wurde im September 1939 in Antwerpen verhaftet. Im Oktober 1940 wurde er in das Internierungslager nach Djelfa (Algerien) überführt. Im Frühjahr 1943 wurde er durch anglo-amerikanische Truppen befreit und trat auf Beschluss der Partei in eine britische Pionierkompanie ein. Ende 1943 kam Zöllner mit einer Gruppe deutscher Kommunisten zurück in die Sowjetunion, dort war er als Lehrer am Institut 99 (= Parteischule der KPD) und an den Kriegsgefangenenschulen Nr. 165 und 27 tätig.
Im August 1946 kehrte Zöllner nach Deutschland zurück. Er wurde Mitglied der Sozialistischen Einheitspartei Deutschlands (SED) und Mitarbeiter des Bundesvorstandes des Freien Deutschen Gewerkschaftsbundes (FDGB). Von 1947 bis 1950 war Zöllner Mitglied des geschäftsführenden FDGB-Bundesvorstandes und seines Sekretariats. Zöllner leitete die Hauptabteilung Wirtschaftspolitik des FDGB-Bundesvorstandes. Von Oktober 1950 bis 1952 wirkte er als Kulturdirektor der Generaldirektion der Deutschen Reichsbahn. Nach einem Fernstudium an der Parteihochschule „Karl Marx“ war er von 1952 bis 1956 Hauptplan-Gebietsleiter der Staatlichen Plankommission.  Von 1956 bis 1958 fungierte Zöllner als Leiter der zentralen Kaderabteilung im Ministerium für Post- und Fernmeldewesen der DDR.
Seine Urne wurde in der Grabanlage Pergolenweg des Zentralfriedhofs Friedrichsfelde beigesetzt.

## Auszeichnungen
- Vaterländischer Verdienstorden in Silber (6. Mai 1955)
- Hans-Beimler-Medaille
- Orden „Banner der Arbeit“ (1962)